# قورتان
قورتان مرکز دهستان گاوخونی شمالی و روستایی از توابع بخش مرکزی شهرستان ورزنه در استان اصفهان ایران است. این روستا در فاصله ۱۰۵ کیلومتری شرق اصفهان، ۱۰ کیلومتری شهر ورزنه و ۳۵ کیلومتری تالاب گاوخونی در گورهکون واقع شده است. ارتفاع از سطح دریا ۱۴۸۰ متر می‌باشد. رودخانهٔ زاینده رود در طی مسیر حرکت خود به طرف تالاب گاوخونی ازجنوب آن عبور می‌کند.

## پیشینه تاریخی
روستای تاریخی قورتان ورقی ناخوانده و غبار گرفته از تاریخ کهن ایران زمین و استان اصفهان است، شاید گوشه ای ازدوران رونق و آبادی شهری را در روایات و داستان‌های کهنسالان آن بتوان یافت، اما راز سربه‌مهر این خطه درسینه پر اسرار کویر مدفون است.
از پیدایش قورتان تاریخ دقیق و درستی دردست نیست. اما به گواهی نام‌ها و محل‌هایی که وجود دارند و با پیدا شدن بقایای ظروف سفالی در شرق روستا و درکنار زمین‌های کشاورزی حاشیهٔ رودخانهٔ زاینده رود و با تشخیص باستان شناسان، این تکه‌های سفالی به هزاره اول نسبت داده شده وحکایت براین موضوع داردکه قدمت روستا چند هزار ساله می‌باشد. در کنار کبوترخانه ای که در غرب روستا واقع گردیده است، و به زبان محلی به این مکان (بارام شاه) می‌گویند که مخفف کلمهٔ بهرام شاه است. قلعه ای وجود داشته که بعدها با ساختن قلعهٔ اصلی روستا این مکان قلعه کنی (قلعهٔ کهنه) معرف گردیده، که بعدها تخریب و به زمین کشاورزی تبدیل شد.

## وجه تسمیه روستا

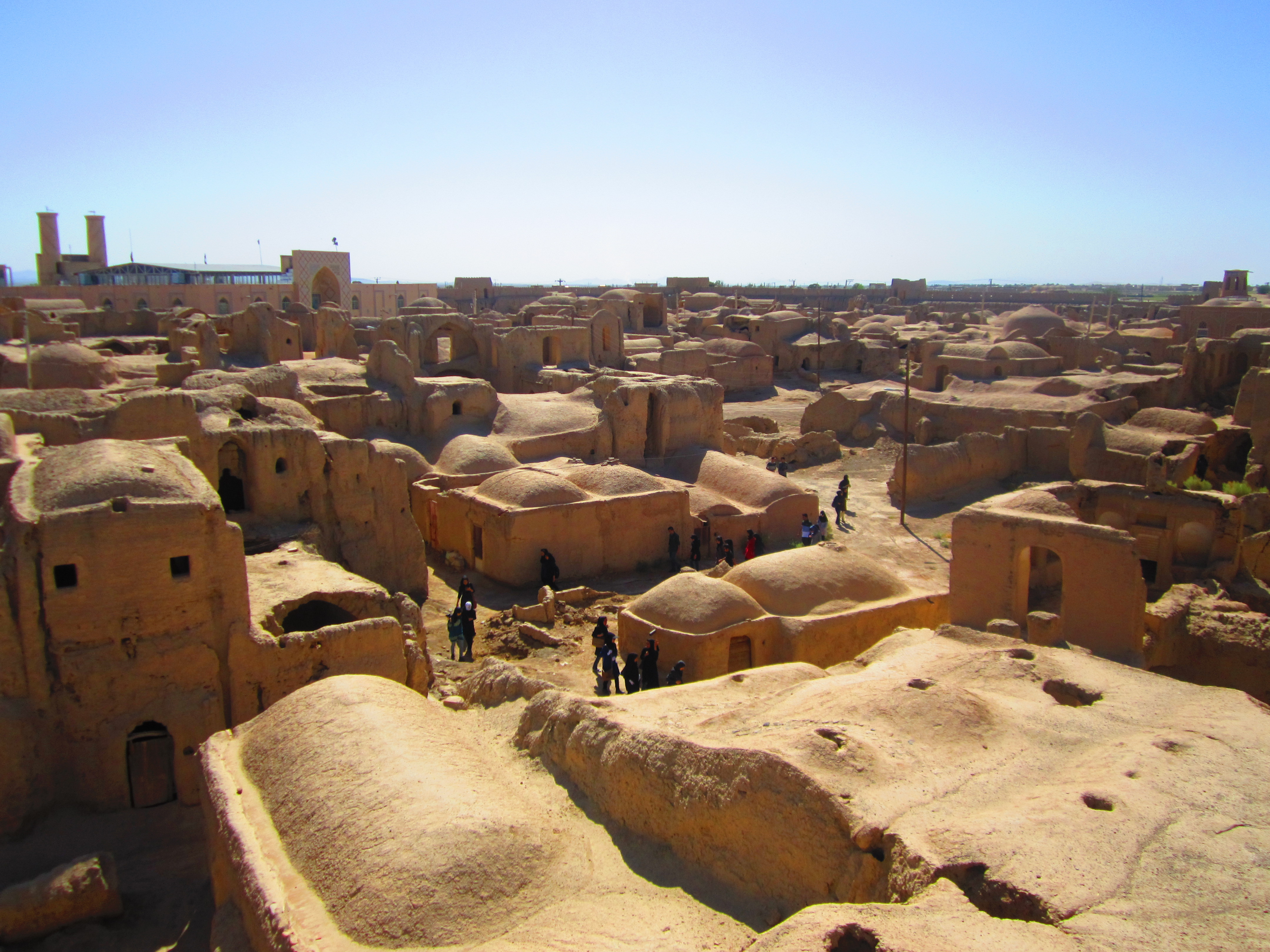
نمای باز قلعه قورتان

به گفته دکتر جعفری زند در کتاب اصفهان پیش از اسلام: (شهرها و محل‌هایی که نام آن‌ها با گور شروع شده است، منطقهٔ آن‌ها از زمین‌های اطراف پست‌تر و گودتر است که روستای گورتان نیز این ویژگی را دارد).
```
موقعیت 
قلعه
 نشان می‌دهد که این واژه شبیه واژه‌های ترکی قور= سلاح یا قورچی= رئیس اسلحه خانه، قورخانه= کارخانه اسلحه و قوریلتای به ضم قاف و کسر را مأخوذ از 
زبان مغولی
 و به معنی مجلس شورای نظامی است وبه زبان اهالی خوارزم قورلتان به معنی شورا و مشاورت با هم است و چنین استنباط می‌شود که قلعه قورتان جنبه نظامی و دفاعی داشته و به احتمال قوی انبار مهمات و با محل شورای نظامی گروهی از جنگجویان 
سلسله‌های دیلمی
 و 
سلجوقی
 بوده است. در حقیقت از شهر اصفهان تا این قلعه ارتباطی وجود داشته و امکان خبر و علامت دهی از روی قلعه‌های که با فواصل از اصفهان تا قلعه قورتان بوده امکان‌پذیر بوده است. درکتاب 
نزهه القلوب
 
حمداله مستوفی
 قولتان نیز مشاهده شده است.
```

همچنین در گذشته کورتون نیز گفته می‌شد.

## جمعیت
این روستا در دهستان گاوخونی شمالی قرار دارد و براساس سرشماری عمومی نفوس و مسکن در سال ۱۳۹۵، جمعیت آن برابر با ۱٬۲۸۳ نفر (۴۰۹ خانوار) بوده است.

## مردم
مردم قورتان در کنار فارسی به زبانی خاص صحبت می‌کنند که به زبان ولاتی (ورزنه ای) که ویژه ساکنان شرق اصفهان و برخی نقاط دیگر است که به اعتقاد زبان شناسان در فارسی قدیم و پهلوی ریشه دارد.

## اقتصاد
شغل مردم این روستا کشاورزی و دامداری است.

## آثار تاریخی
قلعه قورتان نزدیک به ۴۰ هزار متر مربع مساحت دارد و دارای ۱۴ برج بوده که دوبرج آن را رودخانه تخریب کرده است. قلعه میان جاده اصلی و رودخانه زاینده واقع شده است.